# Microtypus brevicornis
Microtypus brevicornis är en stekelart som beskrevs av Charles Thomas Brues 1933. Microtypus brevicornis ingår i släktet Microtypus och familjen bracksteklar. Inga underarter finns listade i Catalogue of Life.